# Carta do Trabalho

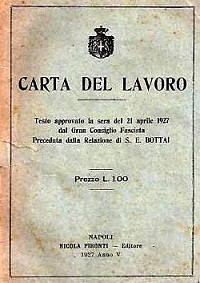
Carta do Trabalho, promulgada durante a Itália Fascista em 1927

A Carta do Trabalho (italiano: Carta del Lavoro; publicada em 30/04/1927 na "Gazzetta Ufficiale Del Regno D'Italia")  foi o documento no qual o Partido Nacional Fascista de Benito Mussolini apresentou as linhas de orientação que deveriam guiar as relações de trabalho na sociedade italiana, em particular entre empregadores, trabalhadores e Estado, estabelecendo um modelo político-econômico corporativista, baseado no ideal de colaboração de classes, princípio que se opõe ao de luta de classes. A Carta foi promulgada pelo Grande Conselho do Fascismo em 21 de abril de 1927 e publicada no jornal Lavoro d'Italia em 23 de abril. Foi desenhada principalmente por Giuseppe Bottai, Ministro das Corporações, sendo elaborado por Carlo Costamagna e revisada e corrigida por Alfredo Rocco.
Segundo este documento, todos deveriam seguir as orientações e o interesse do Estado, subordinando a produção ao poder do Estado e ao crescimento da nação. A sociedade foi autorizada a se organizar em corporações, ou seja, entidades como associações de empregadores e sindicatos de trabalhadores que representavam não a diversidade de interesses, mas a coletividade. Este modelo ficou conhecido como corporativismo e foi replicado em Portugal (pelo Estatuto do Trabalho Nacional), na Turquia por Ataturk e na França.

## Antecedentes

### Prussianismo e Socialismo
Prussianismo e Socialismo foi um livro escrito por Oswald Spengler. Nele, Spengler denuncia o marxismo por ter desenvolvido o socialismo a partir de uma perspectiva inglesa, sem compreender a natureza socialista dos alemães. Spengler acusou o marxismo de seguir a tradição britânica em que os pobres invejam os ricos, afirmando que o marxismo buscava treinar o proletariado para "expropriar o expropriador", o capitalista, para que o proletariado pudesse viver uma vida de ócio como resultado da expropriação. Para Spengler, o "marxismo era o capitalismo da classe trabalhadora" e não o verdadeiro socialismo. O verdadeiro socialismo, de acordo com Splenger, tomaria a forma de um corporativismo no qual "as corporações locais (seriam) organizadas de acordo com a importância de cada ocupação para o povo como um todo".

### Carta de Carnaro
A Carta de Carnaro foi escrita pelo sindicalista Alceste de Ambris e retrabalhada pelo poeta Gabriele d'Anunzio sendo promulgada por ele em 8 de setembro de 1920 em Fiume durante os últimos meses da Impresa di Fiume. Neste documento é estabelecido um estado corporativo com nove corporações para representar os diferentes setores da economia, mais uma décima corporação simbólica idealizada por d'Anunzio para representar os "indivíduos superiores" (poetas, "heróis" e "super-homens").

## Preparação e aprovação
O documento foi preparado e discutido pela primeira vez em 6 de janeiro de 1927, mas sua promulgação foi adiada devido ao debate nas confederações fascistas de trabalhadores e empregadores. O texto foi aprovado pelo Grande Conselho do Fascismo em 21 de abril de 1927. Foi publicado em 23 de abril no Lavoro d'Italia e no Diário Oficial nº 100 em 30 de abril. Ele traz as assinaturas do chefe do governo, ministros, líderes do Partido, presidentes das confederações profissionais fascistas de empregadores e trabalhadores e consiste em 30 declarações numeradas em algarismos romanos. Declara que o trabalho é um dever social e que seu objetivo é garantir o poder da nação determinando o fim da luta de classes através da colaboração de classes.
Segundo Giovanni Gentile, considerado o "filósofo do fascismo":
Jamais nenhum documento oficial expressou com tanta clareza o caráter ético do Estado em geral e em particular na atividade econômica, como a Carta do Trabalho em suas premissas fundamentais e com todo o espírito que a rege. A nação é uma unidade moral, política e econômica.
Para Casini, na revista fascista Gerarchia, os pontos fundamentais mais inovadores da Carta foram três: o reconhecimento das corporações, a propriedade privada e o contrato coletivo de trabalho que se tornou obrigatório.

## Conteúdo
A Carta está subdividida em:

### Do estado corporativo e sua organização (I - X)
- A Nação italiana é um organismo que tem objetivos, vida, meios de ação superiores, em termos de poder e duração, aos dos indivíduos divididos ou agrupados que a compõem. É uma unidade moral, política e econômica plenamente realizada no estado fascista.
- O trabalho, em todas as suas formas, organizacional e executiva, intelectual, técnica e manual, é um dever social. Nesta qualidade, e apenas nesta capacidade, é tutelado pelo Estado. Toda a produção é unitária do ponto de vista nacional; Seus objetivos são unitários e se resumem no bem-estar do povo e no desenvolvimento do poder nacional.
- A organização sindical ou profissional é livre. Mas somente o sindicato legalmente reconhecido e submisso ao controle do estado tem o direito de representar legalmente a categoria dos empregadores ou de trabalhadores para a qual é constituído; de tutelar-lhes, face ao Estado e outras organizações profissionais, os interesses; de estipular contratos coletivos de trabalho obrigatórios para todos os pertencentes da categoria, de impor-lhes contribuições e de exercitar, por conta disto, funções delegadas de interesse público.
- No contrato coletivo de trabalho encontra a sua expressão concreta de solidariedade entre os vários fatores da produção, mediante a conciliação dos interesses opostos dos empregadores e dos trabalhadores, e a sua subordinação aos interesses superiores da produção.
- A Corte do Trabalho é o órgão com o qual o Estado intervém a regular as controvérsias do trabalho, seja pela observância dos acordos e de outras normas existentes, seja pela determinação de novas condições de trabalho.
- As associações profissionais legalmente reconhecidas asseguram a igualdade jurídica entre os empregadores e os trabalhadores, mantendo a disciplina da produção e do trabalho e lhe promovendo o aperfeiçoamento. As Corporações constituem as organizações unitárias da força da produção e lhe representam integralmente os interesses. Em virtude desta representação integral, sendo os interesses nacionais, as Corporações são reconhecidas pela lei como órgãos do Estado. Como representantes dos interesses unitários da produção, as Corporações podem ditar normas obrigatórias sobre a disciplina das relações de trabalho e também sobre coordenação da produção, todas as vezes que tiveram os necessários poderes das associações coordenadas.
- O Estado corporativo considera a iniciativa privada no campo da produção como a ferramenta mais eficaz e útil no interesse da nação. Sendo a organização privada da produção uma função do interesse nacional, o organizador do empreendimento é responsável pelo endereço da produção face do Estado. A reciprocidade de direitos e deveres entre eles decorre da colaboração das forças produtivas. O prestador de serviços, técnico, empregado ou operários é um colaborador ativo do empreendimento econômico, no sentido do qual cabe ao empregador a responsabilidade pelos mesmos.
- As associações profissionais de empregadores têm a obrigação de promover o aumento e a melhoria dos produtos e a redução dos custos em todos os seus aspectos. Os representantes dos que exercem uma profissão livre ou artística e as associações de funcionários públicos contribuem para a proteção dos interesses da arte, da ciência e da literatura, a melhoria da produção e a consecução dos objetivos morais da ordem corporativa.
- A intervenção do Estado na produção econômica ocorre somente quando a iniciativa privada falha ou é insuficiente ou quando os interesses políticos do Estado estão em jogo. Essa intervenção pode assumir a forma de controle direto, incentivo e gerenciamento.
- Em disputas coletivas de trabalho, nenhuma ação legal pode ser proposta se o órgão corporativo não tiver tentado a conciliação primeiro. Em litígios individuais relativos à interpretação e aplicação de convenções coletivas, as associações profissionais têm o direito de apresentar os seus gabinetes de conciliação. A competência destes litígios é transferida para o poder judiciário ordinário com o acréscimo de conselheiros designados pelas associações profissionais interessadas.

### O contrato coletivo de trabalho e as garantias de trabalho (XI - XXI)
- As associações profissionais são obrigadas a regular as relações de trabalho entre as categorias de empregadores e de trabalhadores que representam por meio de convenções coletivas. O contrato colectivo é celebrado entre associações de primeiro grau sob a orientação e controlo dos organismos centrais, sem prejuízo do direito de substituição pela associação de grau superior, nos casos previstos na lei e nos estatutos. Cada convenção coletiva de trabalho, sob pena de nulidade, deve conter regras precisas sobre as relações disciplinares, sobre o período experimental, sobre o montante e o pagamento do salário, sobre o horário de trabalho.
- A ação sindical, a atuação conciliatória dos órgãos sociais e o julgamento da Corte do Trabalho garantem a correspondência do salário com as necessidades normais da vida, com as possibilidades de produção e com o desempenho do trabalho. A determinação do vencimento é retirada de qualquer regra geral e é confiada ao acordo das partes nos contratos coletivos.
- Os dados recolhidos pelas administrações públicas, pelo Instituto Central de Estatística e por associações profissionais legalmente reconhecidas sobre as condições de produção e trabalho, a situação do mercado monetário e as alterações do nível de vida dos trabalhadores, coordenados e tratados pelo Ministério das Sociedades Anônimas, dará os critérios para conciliar os interesses das diversas categorias e classes entre si e delas com o interesse superior de produção.
- A remuneração deve ser paga da forma que melhor se adapte às necessidades do trabalhador e da empresa. Quando a retribuição for estabelecida por tarefa, e a liquidação das tarefas for feita em períodos superiores à quinzena, são devidos adiantamentos quinzenais ou semanais. O trabalho noturno, não incluído nos turnos periódicos regulares, é remunerado em percentual superior ao do trabalho diurno. Quando o trabalho for retribuído por tarefa, os valores das tarefas devem ser determinados de modo que o operário trabalhador, de normal capacidade produtiva, possa receber um salário mínimo além do contracheque.
- O trabalhador tem direito ao descanso semanal coincidente com os domingos. Os contratos coletivos aplicarão o princípio levando em consideração as normas legais vigentes, as necessidades técnicas das empresas e, dentro dos limites desses requisitos, também assegurarão que as festas civis e religiosas sejam respeitadas de acordo com as tradições locais. O horário de trabalho deve ser rigorosa e rigorosamente cumprido pelo trabalhador.
- Após um ano de serviço ininterrupto, o trabalhador, nas empresas com atividade contínua, tem direito a um período anual de descanso do trabalho remunerado.
- Nas empresas com continuidade da atividade, o trabalhador tem direito, em caso de rescisão por despedimento sem culpa, a uma indemnização proporcional aos anos de serviço. Essa compensação também é devida em caso de morte do empregado.
- Nas empresas com trabalho contínuo, a transferência da empresa não resolve o contrato de trabalho e o pessoal a ela atribuído mantém os seus direitos perante o novo proprietário. Da mesma forma, a doença do trabalhador que não ultrapasse uma determinada duração não extingue o contrato de trabalho. A retirada às armas ou ao serviço da MVSN (Milizia Volontaria per la Sicurezza Nazionale) não é motivo para demissão.
- As infrações à disciplina os atos que pertubem o normal andamento da empresa, cometidas pelo trabalhador, são punidas, segundo a gravidade da falta, com multa, com a suspensão do trabalho e, para os casos mais graves, com a demissão imediata sem indenização. Serão especificados os casos nos quais o empregador poderá aplicar a multa ou a suspensão ou demissão imediata sem indenização.
- O trabalhador recém-admitido está sujeito a um período experimental, durante o qual o direito à rescisão do contrato é recíproco, o salário sendo pago apenas pelo tempo que realmente executou o trabalho.
- O contrato coletivo de trabalho estende seus benefícios e a sua disciplina também aos trabalhadores a domicílio. O estado ditará regras especiais para garantir a limpeza e higiene do trabalho no lar.

### Dos escritórios de colocação (XXII - XXV)
- O Estado investiga e controla o fenômeno do emprego e do desemprego dos trabalhadores, índice global das condições de produção e trabalho.
- Os escritórios de colocação são constituídos de forma paritária, sob o controle dos órgãos corporativos do Estado. Os empregadores são obrigados a contratar trabalhadores por meio desses escritórios. Têm o direito de escolher entre os inscritos nas listas de preferência os que pertencem ao Partido e aos sindicatos fascistas de acordo com a sua antiguidade.
- As associações profissionais de trabalhadores têm a obrigação de exercitar uma ação seletiva entre os trabalhadores, com o objetivo de elevar-lhes sempre mais a capacidade técnica e o valor moral.
- Os órgãos sociais fiscalizam que as leis de prevenção de acidentes e de polícia do trabalho sejam cumpridas por pessoas das associações coordenadas.

### De segurança, assistência, educação e ensino (XXVI - XXX)
- A previdência é uma manifestação elevada do princípio da colaboração. O empregador e o trabalhador devem contribuir proporcionalmente para os custos do mesmo. O Estado, através de órgãos corporativos e associações profissionais, procurará coordenar e unificar, na medida do possível, o sistema e as instituições de segurança social.
- O Estado fascista propõe: 1) A melhoria do seguro contra infortúnios; 2) A melhoria e extensão do seguro maternidade; 3) Seguro contra doenças profissionais e tuberculose, como passagem para o seguro geral contra todas as doenças; 4) A melhoria do seguro contra o desemprego involuntário. 5) A adoção de formas especiais de seguro para jovens trabalhadores.
- É responsabilidade das associações de trabalhadores a proteção de seus representantes nas práticas administrativas e judiciais relacionadas ao seguro de acidentes e previdência social. Os contratos coletivos de trabalho estabelecerão, quando tecnicamente possível, a construção de caixas de seguro saúde com contribuição de empregadores e empregados, as quais serão administradas por representantes de ambos, sob supervisão dos órgãos corporativos.
- A assistência aos seus representantes, sócios e não sócios, é um direito e um dever das associações profissionais. Devem exercer diretamente as suas funções de tutela, nem podem delegá-las a outros órgãos ou institutos, exceto para fins gerais, para além dos interesses das categorias individuais.
- A educação e instrução, especialmente a instrução profissional, dos representantes, sócios e não sócios, é um dos principais deveres das associações profissionais. Estes devem sustentar ações das obras nacionais relativa ao depois do trabalho e outras iniciativas de educação.

Criou uma Corte do Trabalho para regular as controvérsias trabalhistas (artigo 5), bem como corporações voltadas para a superação do conflito de classes. Esse objetivo foi mais ou menos concretizado na lei das corporações de 1934, embora os trabalhadores não tivessem a possibilidade de eleger seus representantes, que eram indicados pelo Estado. Além desses representantes dos trabalhadores indicados pelo estado, as empresas incluíam representantes dos diretores das empresas.

Contratos coletivos (estabelecidos pelo artigo 4) foram negociados após a emissão da Carta do Trabalho, mas com o efeito de uma diminuição dos salários. Felizmente, os contratos coletivos foram capazes de garantir emprego a longo prazo e bem-estar em larga escala, incluindo férias pagas e muitos outros benefícios que os trabalhadores não tinham desfrutado anteriormente. Somente durante a Grande Depressão o estado subsidiou o bem-estar; até então, os empregadores foram obrigados a pagar por todos os benefícios.